# Martin Stokken
Martin Stokken (* 16. Januar 1923 in Snillfjord; † 25. März 1984 in Trondheim) war ein norwegischer Skilangläufer und Leichtathlet.

## Werdegang
Stokken, der für den Selsbakk IF startete, holte als Skilangläufer seine erste Medaille bei den Nordischen Skiweltmeisterschaften 1950 in Lake Placid mit der Bronzemedaille mit der Staffel. Zudem errang er dort über 18 km und 50 km jeweils den 17. Platz. Zwei Jahre später gewann er bei den Olympischen Winterspielen in Oslo die Silbermedaille mit der Staffel. Im Rennen über 18 km wurde er Sechster. Bei den Nordischen Skiweltmeisterschaften 1954 in Falun kam er auf den 13. Platz über 15 km, auf den 11. Rang über 30 km und jeweils auf den vierten Platz über 50 km und mit der Staffel. Im März 1954 siegte beim Holmenkollen Skifestival über 50 km und erhielt dafür im selben Jahr die Holmenkollen-Medaille. Bei den Olympischen Winterspielen 1956 in Cortina d’Ampezzo lief er auf den 15. Platz über 30 km, auf den sechsten Rang über 15 km und auf den vierten Platz mit der Staffel. Im folgenden Jahr wurde er beim Holmenkollen Skifestival Dritter über 50 km. Bei den Nordische Skiweltmeisterschaften im März 1958 in Lahti errang er jeweils den 21. Platz über 30 km und 50 km und den vierten Platz mit der Staffel. Im Jahr 1960 gewann er das Birkebeinerrennet. Bei norwegischen Meisterschaften siegte er viermal über 30 km (1951, 1954, 1955, 1957) und einmal über 50 km (1955).
Als Leichtathlet startete Stokken im August 1946 bei den Leichtathletik-Europameisterschaften in Oslo. Dort wurde er Achter über 10.000 Meter. Bei seiner ersten Olympiateilnahme im August 1948 in London lief er auf den zehnten Platz im 5000-Meter-Lauf und auf den vierten Rang im 10.000-Meter-Lauf. Im folgenden Jahr lief er als erster Norweger im 10.000-Meter-Lauf unter 30 Minuten und wurde Sportler des Jahres in Norwegen und erhielt den Egebergs Ærespris. Bei den Leichtathletik-Europameisterschaften 1950 in Brüssel gelang ihm der sechste Platz über 10.000 Meter und der vierte Platz im 3000-Meter-Hindernislauf. Im selben Jahr erhielt er die Aftenposten-Goldmedaille. Bei den Olympischen Sommerspielen 1952 in Helsinki belegte er den zehnten Platz im 10.000-Meter-Lauf. Stokken wurde sechsmal norwegischer Meister über 10.000 Meter (1947–1952). Außerdem siegte er bei norwegischen Meisterschaften viermal über 5000 Meter, dreimal im 3000-Meter-Hindernislauf und sechsmal im Crosslauf.